# Z.506 (航空機)
カント Z.506 アイローネ
Z.506B
- 用途：旅客機、偵察機
- 分類：水上機
- 設計者：フィリッポ・ザパタ（英語版）
- 製造者：CANT
- 運用者：イタリア王立空軍他
- 初飛行：1935年8月19日
- 運用開始：1936年
- 退役：1960年
- 運用状況：退役

カント Z.506(CANT Z.506)は第二次世界大戦前後に使用されたイタリアの航空機。開発、製造はカンティエリ・ナヴァレ・トリエスティーノ(Cantiere Navale Triestino、通称カント)。愛称のアイローネ(Airone)は蒼鷺の意。

## 開発
1935年7月に乗客14名と貨物を乗せて主に地中海で運行される航空機として開発された。その後イタリア海軍向けに軍用型も開発された。機首と両翼に星型エンジンを1発ずつ、合計3発を搭載した双フロート式水上機として完成した。この星型エンジン3発機というのは当時のイタリア中大型機にはごくありふれたものであった。

## 民間型 Z.506A
初飛行は1935年8月19日に行なわれ、試作機を改造したZ.506Aは1936年から38年にかけて次々と水上機による記録を塗り替えた。これ等の記録はアルファロメオ製発動機を装備した機体によるものであった。ピアッジオ ステラ P.IXエンジンを装備したZ.506Aは1936年にア・ラ・リットリア航空に就航を開始、38年までに16機が発注されている。

## 軍用型 Z.506B

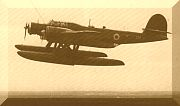

1937年にテスト飛行が開始され、同年11月貨物1tを積んで10115mまで到達し高高度飛行記録を樹立、この性能が気に入られたのかすぐに制式採用され翌年には配備が開始された。民間型とは異なり輸送目的では使用されず、もっぱら水上爆撃機兼偵察機として使用された。また爆弾の代わりに航空魚雷1発を搭載して雷撃機としても使用され連合軍の艦船への攻撃にも投入されている。しかし艦隊に空母が伴うようになるにしたがって、遭難者の救助などの地味な任務へまわされていて、1940年から1942年の間に231人を救助している。
一部はスペイン内戦に派遣されており、また1938年にはポーランドから30機の発注があったものの、ドイツのポーランド侵攻以前に引き渡されたのは僅かに1機のみで、それもドイツ軍によって破壊されてしまっている。その他、モン・ファルコ社で生産された物の多くは腹部にカプロニ・ランチョ・デルタE旋回銃塔を装備した。日本の愛知航空機もZ.506のライセンス生産権を獲得しているが、実際に生産される事は無かった。

## 救難型 Z.506S
戦後の1948年に20機のZ.506Bがサヴォイア社で救難機型のZ.506Sに改造されており、1959年まで使用された。

## 性能
Z.506B
- 全長：19.25m
- 全幅：26.50m
- 全高：7.40m
- 全備重量：12.3t
- エンジン：アルファロメオ AR126RC34 空冷9気筒単列星型 750hp×3
- 最大速度：365km/h(高度3000m)
- 航続距離：2745km
- 乗員：4名
- 武裝：12.7mm ブレダ-SAFAT機関銃×1、7.7mmブレダ-SAFAT機関銃×3、爆弾1200kg